# إينار هامارستن
إينار هامارستين (بالسويدية: Einar Hammarsten) هو طبيب سويدي وأستاذ الكيمياء والصيدلة في معهد كارولنسكا بين عامي 1928 و 1957، وهو ابن فريدريك هامارستن وشقيق سيني هامارستن-جانسون.
ولد في 4 يناير 1889 في نورشوبينغ، وتوفي في 16 فبراير 1968 في سولنا.
اختير هامارستن في عام 1937 عضوا في الأكاديمية الملكية السويدية للعلوم. وكان منذ 1929 أو 1930 إلى 1951 عضوا في لجنة جائزة نوبل لعلم وظائف الأعضاء أو الطب، كما كان عضوا في مجلس البحوث الطبية من عام 1949.
وقد تزوج ثلاث مرات.